# Cementiri Municipal de Roses
Cementiri municipal de Roses és una obra de Roses (Alt Empordà) protegida com a bé cultural d'interès local.

## Descripció
Situat al nord del nucli urbà de la població, formant cantonada entre el carrer Josep Irla i la carretera del Mas Oliva.
Recinte de planta rectangular, amb la paret de tanca arrebossada i encalcinada. L'entrada principal se situa a llevant i la capella al fons, a ponent. La porta d'accés al recinte presenta un frontó amb dues grans palmetes als extrems. La porta és emmarcada amb motllures geomètriques. A banda i banda de la porta hi ha un parell de finestrals cecs, amb emmarcament i frontó ressaltats. La capella, molt reduïda, té una porta també amb frontó entre palmetes, de tipus neoclàssic, però és precedida per un petit pòrtic, configurat per una arcada que ocupa tota l'alçada de façana, recolzada en grosses columnes i capitells florals, tot coronat per una creu de pedra. A l'interior, la imatge de Crist és dins una fornícula. L'interior del cementiri es configura per mitjà de camins en forma de creu. A la intersecció hi ha una creu monumental de pedra. Els nínxols són correguts i estan disposats al llarg dels murs perimetrals. Al centre hi ha un espai també amb avinguda de nínxols, mentre que la part restant presenta rectangles enjardinats, amb algunes tombes a terra.
La creu monumental del centre del recinte presenta el mateix llenguatge que el pòrtic de la capella, sobretot per la decoració vegetal del capitell situat sobre l'alta columna octagonal, bastida damunt d'un bassament esglaonat.
Pel que fa a les tombes monumentals presents al cementiri destaca la tomba familiar de Pere Rahola. El mausoleu ocupa un espai del costat nord del recinte, a tocar el mur de tanca. Es tracta d'un conjunt esculpit en marbre blanc format per un sarcòfag, decorat amb un medalló amb una creu de Malta en baix relleu i una escultura asseguda damunt. És una figura femenina, una dona jove que duu la cabellera recollida. El seu rostre mostra una expressió de gran serenitat, alhora trista i pensativa, amb la mirada perduda en la llunyania. Vesteix una túnica fins als peus, sense mànigues. Una mà descansa sobre el genoll i l'altra en el sarcòfag. Té les cames encreuades i per sota de la túnica sobresurt un dels peus, descalç. A la part inferior hi ha gravat el nom de l'autor: J.LLIMONA. Al davant, en els esglaons, la làpida de pedra grisa té aquesta inscripció: FAMILIA PERE RAHOLA RIP.

## Història
Les dates més antigues que figuren a les làpides sepulcrals són dels anys 1869-1872, però cal tenir en compte que n'hi ha poques de datades. Es tracta de làpides provinents del cementiri parroquial situat al costat de l'església de Santa Maria.
La primera Reial Cèdula de Carles III sobre normativa de cementiris, obligant que es construeixin fora dels nuclis urbans, és de l'any 1787, ordre que fou escassament complida. Entrat el segle xix, i en part afavorit per una Reial Cèdula de 1833 que cedia als ajuntaments la responsabilitat sobre el tema, es començaren a emplaçar nous cementiris fora de les poblacions. A l'Empordà consta que entre 1830 i 1840 existien els de Torroella de Montgrí, Palafrugell, segurament l'Escala. El de Roses va començar a ser construït el 1884 i acabat el 1889.
L'any 2008 amb motiu de la celebració de la diada de Tots Sants, l'Ajuntament de Roses va endegar diferents tasques d'arranjament i millora del cementiri municipal de la població. Entre les tasques realitzades, es va enjardinar el recinte, es van repintar totes les façanes dels blocs de nínxols, es varen realitzar petites tasques de reparació i manteniment, i es va netejar tant l'espai interior com els seus voltants. El cementiri municipal de Roses compta amb un total de 2.990 nínxols, 16 columbaris i 12 panteons.

## Persones conegudes enterrades
En ordre cronològic de data de mort
- Pere Rahola i Molinas (Roses 1877-Barcelona 1956), advocat i polític.
- August Pi i Sunyer (Barcelona, 1879 - Ciutat de Mèxic, 1965), fisiòleg, polític i dirigent esportiu.
- Jaume Vicens i Vives (Girona, 1910 - Lió, 1960), historiador, escriptor, catedràtic i editor.
- Frederic Rahola i d'Espona (Barcelona 1914 - 1992), advocat, editor i polític.